# トヨタ・ヴェロッサ
ヴェロッサ（Verossa）は、トヨタ自動車がかつて生産・販売していたセダン型の乗用車。

## 概要
チェイサーおよびクレスタの後継車種として登場した4ドアセダン。9代目マークIIの姉妹車であり、車両型式もJZX110・GX110・GX115で共通である。ビスタ店（沖縄県では沖縄トヨタの扱い）系列で販売した。
コンセプトはクレスタの「高級パーソナルセダン」を継承しているが、車のキャラクターは全く別物となっている。チェイサー時代の保守的なデザインから一転し、キャッチコピーとして「感性駆動～emotional tune」を掲げ、華と情感に満ち溢れたイタリアンスタイルのデザインを採用した。
エンジンはマークIIと同様のラインナップであるが、排気系に専用チューンが施されたため、独特のエキゾーストノートを発生する。限定仕様車「ヴェロッサ スペチアーレ」のVR25グレードはヤマハ発動機によるチューニングが施され、搭載される1JZ-GTE型エンジンは300馬力にパワーアップされていた。
2003年（平成15年）1月にはマイナーチェンジを実施し、フロントグリルの意匠などが変更された。また、明る目の内装色をもつ特別仕様車「エクシード」（クレスタのサブネームを復活）を発売するなど、販売にテコ入れがなされた。しかし、欧州風の個性が強い外観が顧客に受け入れられず、発売から2年8か月後の2004年（平成16年）4月、ビスタ店とネッツ店の統合に伴い販売終了となった。総生産台数は約24,000台。
110系マークIIと同じプラットフォームを持ちながら中古車価格が安価であったことから、ドリ車としても盛んに使用されている。

## 歴史 X110型（2001年 - 2004年）
- 2001年（平成13年）7月6日- チェイサーおよびクレスタの後継車として発売[注 1]。
- 2002年（平成14年）
  - 1月 - エアロパーツを装着し、エンジンやサスペンションをチューニングした「スペチアーレ」が設定された[6]。
  - 4月 - 特別仕様車「20"セレチオーネV"」、「20"Lエディション"」/「20Four"Lエディション"」を発売。前者には専用色としてスーパーレッドが設定される（他、2色の設定あり）。
- 2003年（平成15年）1月 - 一部改良。同時に、特別仕様車「20"エクシード"」、「25"エクシード"」、「20Four"エクシード"」を発売。
- 2004年（平成16年）4月1日 - ビスタ店のネッツ店への統合に伴い、販売を終了。直接後継車に相当する車種は後のトヨペット店が扱っていたマークXだが、ネッツ店でのFRセダンとしてはアルテッツァがある。

## 車名の由来
イタリア語の「Vero（真実）」と「Rosso（赤）」からの造語。

### 注
1. ↑  『解説』より[3]。
2. ↑  『車名の由来』より[3]。